# Ligne de tramway 5 (SNCV Groupe de Namur)
La ligne 5 est une ancienne ligne de tramway du Groupe de Namur de la Société nationale des chemins de fer vicinaux (SNCV) qui a fonctionné entre le 2 février 1909 et le 9 mars 1952.

## Histoire
Les lignes urbaines 3 et 5 sont supprimées le 9 mars 1952 et remplacées chacune par une ligne d'autobus sous le même indice exploitée par un seul agent contre deux sur les tramways (un conducteur et un receveur).

## Exploitation

### Horaires
Tableaux :
- 548 en 1931[2].
- 637 en 1950, numéro partagé entre les lignes urbaines 3, 5, 7, 8 et la ligne 6[3].